# Oostenrijkse hockeyploeg (mannen)
De Oostenrijkse hockeyploeg voor mannen is de nationale ploeg die Oostenrijk vertegenwoordigt tijdens interlands in het hockey.

## Erelijst Oostenrijkse hockeyploeg
| Jaar | Champions Trophy | Europees kampioenschap     | Olympische Spelen    | Wereldkampioenschap | Hockey World League Hockey Pro League |
| ---- | ---------------- | -------------------------- | -------------------- | ------------------- | ------------------------------------- |
| 1908 |                  |                            | geen deelname        |                     |                                       |
| 1920 |                  |                            | geen deelname        |                     |                                       |
| 1928 |                  |                            | 5e OS 1928 Amsterdam |                     |                                       |
| 1932 |                  |                            | geen deelname        |                     |                                       |
| 1936 |                  |                            | geen deelname        |                     |                                       |
| 1948 |                  |                            | 5e OS 1948 Londen    |                     |                                       |
| 1952 |                  |                            | 7e OS 1952 Helsinki  |                     |                                       |
| 1956 |                  |                            | geen deelname        |                     |                                       |
| 1960 |                  |                            | geen deelname        |                     |                                       |
| 1964 |                  |                            | geen deelname        |                     |                                       |
| 1968 |                  |                            | geen deelname        |                     |                                       |
| 1970 |                  | 11e EK 1970 Brussel        |                      |                     |                                       |
| 1971 |                  |                            |                      | geen deelname       |                                       |
| 1972 |                  |                            | geen deelname        |                     |                                       |
| 1973 |                  |                            |                      | geen deelname       |                                       |
| 1974 |                  | 15e EK 1974 Madrid         |                      |                     |                                       |
| 1975 |                  |                            |                      | geen deelname       |                                       |
| 1976 |                  |                            | geen deelname        |                     |                                       |
| 1978 | geen deelname    | geen deelname              |                      | geen deelname       |                                       |
| 1980 | geen deelname    |                            | geen deelname        |                     |                                       |
| 1981 | geen deelname    |                            |                      |                     |                                       |
| 1982 | geen deelname    |                            |                      | geen deelname       |                                       |
| 1983 | geen deelname    | 11e EK 1983 Amstelveen     |                      |                     |                                       |
| 1984 | geen deelname    |                            | geen deelname        |                     |                                       |
| 1985 | geen deelname    |                            |                      |                     |                                       |
| 1986 | geen deelname    |                            |                      | geen deelname       |                                       |
| 1987 | geen deelname    | geen deelname              |                      |                     |                                       |
| 1988 | geen deelname    |                            | geen deelname        |                     |                                       |
| 1989 | geen deelname    |                            |                      |                     |                                       |
| 1990 | geen deelname    |                            |                      | geen deelname       |                                       |
| 1991 | geen deelname    | geen deelname              |                      |                     |                                       |
| 1992 | geen deelname    |                            | geen deelname        |                     |                                       |
| 1993 | geen deelname    |                            |                      |                     |                                       |
| 1994 | geen deelname    |                            |                      | geen deelname       |                                       |
| 1995 | geen deelname    | geen deelname              |                      |                     |                                       |
| 1996 | geen deelname    |                            | geen deelname        |                     |                                       |
| 1997 | geen deelname    |                            |                      |                     |                                       |
| 1998 | geen deelname    |                            |                      | geen deelname       |                                       |
| 1999 | geen deelname    | geen deelname              |                      |                     |                                       |
| 2000 | geen deelname    |                            | geen deelname        |                     |                                       |
| 2001 | geen deelname    |                            |                      |                     |                                       |
| 2002 | geen deelname    |                            |                      | geen deelname       |                                       |
| 2003 | geen deelname    | geen deelname              |                      |                     |                                       |
| 2004 | geen deelname    |                            | geen deelname        |                     |                                       |
| 2005 | geen deelname    | geen deelname              |                      |                     |                                       |
| 2006 | geen deelname    |                            |                      | geen deelname       |                                       |
| 2007 | geen deelname    | geen deelname              |                      |                     |                                       |
| 2008 | geen deelname    |                            | geen deelname        |                     |                                       |
| 2009 | geen deelname    | 7e EK 2009 Amstelveen      |                      |                     |                                       |
| 2010 | geen deelname    |                            |                      | geen deelname       |                                       |
| 2011 | geen deelname    | geen deelname              |                      |                     |                                       |
| 2012 | geen deelname    |                            | geen deelname        |                     |                                       |
| 2013 |                  | geen deelname              |                      |                     | 22e HWL 2012-13                       |
| 2014 | geen deelname    |                            |                      | geen deelname       |                                       |
| 2015 |                  | geen deelname              |                      |                     | 19e HWL 2014-15                       |
| 2016 | geen deelname    |                            | geen deelname        |                     |                                       |
| 2017 |                  | 7e EK 2017 Amstelveen      |                      |                     | 25e HWL 2016-17                       |
| 2018 | geen deelname    |                            |                      | geen deelname       |                                       |
| 2019 |                  | geen deelname              |                      |                     | geen deelname                         |
| 2021 |                  | geen deelname              | geen deelname        |                     | geen deelname                         |
| 2022 |                  |                            |                      |                     | geen deelname                         |
| 2023 |                  | 7e EK 2023 Mönchengladbach |                      | geen deelname       | geen deelname                         |
| 2024 |                  |                            | geen deelname        |                     | geen deelname                         |
| 2025 |                  | 8e EK 2025 Mönchengladbach |                      |                     | geen deelname                         |